# باغ‌وحش بنغازی
باغ‌وحش بنغازی (عربی: منتزه بنغازی) یا الفوایهات (برآورد ۱۹۵۶) یک باغ‌وحش و پارک گردشگری در شهر بنغازی لیبی است. در سال ۱۹۹۱، شرکت ایتالیایی کایرتیری تریست (Cairtieri Trieste) قراردادی به مبلغ ۲ میلیون دلار به امضا رساند تا یک قایق ویژه تالاب کم عمق به نام البرکا را فراهم نماید تا از آن برای گردش بازدید کننده‌ها در تالاب داخل پارک استفاده شود.